# David III d'Ibèria
David III d'Ibèria (° vers 930 - † vers 1000), dit « el Curopalata » (en georgià: დავით III კუროპალატი, Davit’ III Kuropalati) o David III el Gran (დავით III დიდი, Davit’ III Didi) o David de Tao, fou un príncep d'Ibèria de la dinastia dels Bagràtides que va regnar sobre el Tao i la Klardjètia del 966 al 1000. David el Gran va tenir un paper essencial en la constitució del regne unificat de Geòrgia medieval.

## Origen
David era el fill del príncep Adarnases V d'Ibèria, duc de Tao i curopalata mort l'any 961. Del fet a causa de la repetició de noms dels membres de la família dels Bagràtides, l'origen d'aquest últim personatge és discutit :
- Marie-Félicité Brosset descrit el seu pare com un Adarnases (V) Curopalata mort l'any 983, segon fill de Sumbat I (mort l'any 958), el mateix fill d'Adarnases IV d'Ibèria.[1]
- Cyrille Toumanoff considera del seu costat, amb altres historiadors contemporanis, aquest mateix Adarnases V, com un fill de Bagrat el Magistros (mort en març 945), un altre fill del rei Adarnases IV d'Ibèria (mort l'any 923).[2][3]

Fos com fos, David pertanyia a una branca menor de la dinastia bagràtida d'Ibèria que es va desenvolupar mentre que la branca major quedava com a reis titulars d'Ibèria (Regne dels kartvels) a l'ombra de la potència dels reis abkhazos.
David fou descrit per les Cròniques contemporànies com pietós i magnànim cap a cadascun i com un gran constructor d'esglésies.

## Duc de Tao i de Klarjètia
David va succeir (conjuntament amb el seu germà Bagrat d'Artanudji, al seu pare Adarnases V d'Ibèria, duc de Tao i Curopalata mort l'any 961.
Després de la desaparició prematura del seu germà Bagrat l'any 966, David va regnar sol al seu patrimoni de la Taoklarjètia que esdevingué un principat important i del qual les fronteres s'estengueren progressivament de la mar Negra al llac Van. La creació i la consolidació del seu principat va contribuir poderosament a l'expansió de la cultura georgiana sobre els regnes i principats veïns.

## Relacions amb l'Imperi Romà d'Orient
El 976, un general romà d'Orient, Bardes Escler, governador del tema de Mesopotàmia, es va revoltar contra l'emperador Basili II. El poder imperial va encarregar llavors un altre cap de guerra, Bardes Focas el Jove, nebot de l'antic emperador Nicèfor II Focas, de posar fi a la revolta. Aquest darrer fou vençut i es va retirar cap a l'est a Sebaste i va sol·licitar l'ajuda de David de Tao amb qui mantenia relacions cordials.
L'emperador Basili II, del seu costat, va encarregar a un noble georgià, Joan Thornik, que vivia en un dels convents del Mont Atos, d'una missió a la cort de David de Tao per obtenir la seva ajuda.
El príncep David va enviar un contingent de 12 000 homes que, sota el comandament de Thornik, va reforçar l'exèrcit de Basili II que va aixafar Bardes Escler el 24 de 24 a la gran batalla de Pancàlia, després de la qual el vençut es va refugiar a Bagdad.
David de Tao va rebre en recompensa el 979 els cantons que depenien de l'Imperi a la frontera dels seus dominis propis. David esdevé així el senyor d'un vast territori que anava de l'Eufrates al nord-oest a través del país d'Erzurum fins al curs superior del Murad Su al sud-est. La Crònica georgiana especifica tanmateix que es tractava per part de l'emperador Basile II d'una donació vitalícia en favor del príncep iber. David ocupa en els anys següents el territori de l'emirat de Manazkert, situat al nord-oest del llac Van.
És a aquesta mateixa època que David de Tao s'imposa com a àrbitre en el conflicte territorial que oposa el « Rei dels reis » Simbaci II d'Armènia, que regna a Aní, al seu oncle el rei Muchel de Kars.
El 986, Bardes Escler va retornar i es va fer proclamar emperador a Mélitene. Gairebé de seguida l'ancià general lleialista Bardes Focas s'amotina del seu costat a Carsiànon a Capadòcia proclamant-se igualment emperador el 15 de 987. Bardes Focas es va desfer ràpidament del seu competidor l capturant-lo a traïció i empresonant-lo en una fortalesa. Va sol·licitar igualment l'ajuda de David de Tao que no li va concedir més que 2 000 cavallers. David va desfer una força romana d'Orient lleialista conduita per Gregori Taronita (Gregori de Taron) que tenia l'objectiu d'atacar el cor del territori de Bardes Escler. L'usurpador va marxar sobre Constantinoble però fou vençut i mort per Basili II a la batalla d'Abidos sobre els Dardanels el 13 de 13.
El príncep David, compromès en la temptativa de Bardes Focas i amenaçat d'una expedició imperial, va demanar i obtenir el seu perdó jurant obediència a Basili II i es va comprometre a llegar-li la totalitat dels seus estats a la seva mort. En contrapartida l'emperador romà d'Orient el va confirmar el 990 en el títol de curopalata concedit tradicionalment als membres de la seva família i li va enviar les insignes d'aquesta dignitat sota la forma de rica roba cerimonial.

## Successions

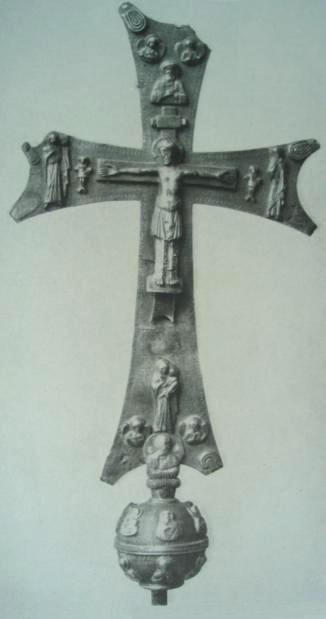
Creu de processó de David de Tao, obra de l'orfebre Asat.

David el Curopalata no havia contret unió, ni tenia hereu natural. Considera doncs com tal, el seu fill adoptiu el jove Bagrat, fill del seu cosí Gurguèn d'Ibèria, rei dels kartvels.
Aprofitant l'enfonsament de la potència dels reis abkhazos consecutiu a les disputes de la família reial, va afavorir amb el suport d'Ione Marusxidzé, el poderós ersitavi de Kartli, la restauració l'any 975 del regne d'Ibèria en benefici de Gurguèn, en principi com rei de facto pel compte del seu pare el dèbil Bagrat II d'Ibèria, i a continuació com rei de iure a partir del 994.
David de Tao organitza a continuació la successió del rei Teodosi III d'Abkhàzia, que havia estat cegat pel seu germà Demétri III abans d'arribar al tron. El 978, David aconseguí fer reconèixer com a hereu Bagrat, el fill de Gurguèn i de Gurandukht, la pròpia germana del rei dels abkhazos. El jove Bagrat obtingué així un primer títol reial (Abkhàzia) amb l'expectativa de l'herència del seu pare (regne dels kartvels)
David el Curopalata va morir el 31 de març de 1000, sens dubte enverinat en un complot organitzat per alguns nobles potser a instigació de les autoritats romanes d'Orient.
Bagrat III l'Unificador hereta llavors la Taoklarjètia. Tempta fins i tot d'incorporar en el seu regne la Kakhètia i l'Herècia l'any 1008-1010, fundant així el regne de Geòrgia unificat amb capital a Kutaisi, perquè Tiflis resta a les mans dels musulmans.